# Petrosavia
Petrosavia (Becc.) é um gênero botânico pertencente à família das Petrosaviaceae...
Apresenta três espécies, nativas do leste da Ásia.

## Ligação externa
- Petrosavia em Taxonomy Browser - NCBI